# Magyarbánhegyes
Magyarbánhegyes – wieś i gmina w południowo-zachodniej części Węgier, w pobliżu miasta Mezőkovácsháza. Gmina ma powierzchnię 36,56 km², zamieszkiwana jest przez 2462 osoby (styczeń 2011).

## Położenie
Miejscowość leży na obszarze tzw. Kraju Zacisańskiego (węg. Tiszántúl), będącego częścią Wielkiej Niziny Węgierskiej, w pobliżu granicy rumuńskiej. Administracyjnie należy do powiatu Mezőkovácsháza, wchodzącego w skład komitatu Békés i jest jedną z jego 18 gmin.